# 벽진이씨 여은공파 종중 고문서
벽진이씨 여은공파 종중 고문서(碧珍李氏 麗隱公派 宗中 古文書)는 대한민국 경상남도 밀양시 무안면 내진1길 39-18에 있다. 2015년 10월 29일 경상남도의 문화재자료 제597호로 지정되었다.

## 개요
벽진이씨 여은공파 종중 고문서 중 이계윤 분재기는 1657년에 작성된 것으로, 현재 전해지고 있는 분재기 중에서는 대체로 후기의 것이라고 할 수 있다. 예닐곱 글자 외에는 모두 판독이 가능하며, 전체적인 보존 상태가 양호한 편이다. 이 분재기는 자녀균분상속제와 자녀윤회봉사 등의 특징을 담고 있는 마지막 시기 자료로서의 의미를 지니고 있다. 또한 딸이 상속받은 재산은 시가에서도 자기 몫으로 보존되며, 후손이 없으면 그 몫의 전답과 노비가 친정으로 반환되는 등의 독특한 모습도 보이고 있다.
그리고 이이장의 간찰은 사대부의 일상사를 전달하는 기록일 뿐만 아니라, 그 속에 ‘신생의 옥’과 같은 당시의 역사 사건에 관해서도 언급하고 있다. 종회 통문은 성산군 이식의 계보와 관련해 발생한 사건을 기록하고 있는 자료이다.
따라서, 분재기와 간찰은 벽진이씨 가문의 사적 기록이기도 하지만 당시의 사회상과 사대부의 의식 및 행동을 살펴볼 수 있는 중요한 자료이다.

## 참고 자료
- 벽진이씨 여은공파 종중 고문서 - 국가유산청 국가유산포털